# جامعة أوليس هونشار دنيبرو الوطنية
جامعة أوليس هونشار دنيبروبتروفسك الوطنية (بالأوكرانية: Дніпровський національний університет імені Олеся Гончара)‏ هي مؤسسة للتعليم العالي في أوكرانيا. تأسست عام 1918. كانت الكليات الأربع الأولى هي التاريخ واللغويات والقانون والطب والفيزياء والرياضيات. في الوقت الحاضر، حصلت الجامعة على المستوى الرابع من الاعتماد، مع 20 عضو هيئة تدريس و1300 أستاذ، 850 منهم دكتوراه. تضم الجامعة حوالي 22000 طالب أوكراني وتقدم 87 تخصصًا. لديها حوالي 3000 طالب دولي من 20 دولة. تتمتع بعلاقات قوية مع أحد أكبر مراكز فضاء الصواريخ في العالم، مكتب يوزوشي ديزاين، والمنظمات الصناعية والعلمية الأخرى في منطقة دونيتسك-بريدنيبروفسك التي يزيد عدد سكانها عن 15 مليون نسمة.
نظرًا لكونها مركزًا تعليميًا وبحثيًا كبيرًا، توفر جامعة أوليه هونشار دنيبرو الوطنية التدريب على جميع مستويات المؤهلات: درجة الماجستير، ودرجة الاختصاصي، ودرجة البكالوريوس. يقوم بإعداد الباحثين ومعلمي الجامعات في دورات الدراسات العليا والدكتوراه في العلوم. يمكن أيضًا الحصول على التعليم العالي الثاني. وفقًا لقرار كليات الاعتماد بين القطاعات وبأمر من وزارة العلوم والتعليم في أوكرانيا، تم اعتماد جامعة دنيبروبتروفسك الوطنية كمؤسسة عليا للاعتماد من المستوى الرابع. وفقًا لاستطلاع اليونسكو، تحتل جامعة أوليه هونشار دنيبرو الوطنية المرتبة السادسة بين جميع معاهد التعليم العالي الأوكرانية نظرًا لمؤشراتها الأكاديمية والبحثية. جامعة أوليه هونشار دنيبرو الوطنية لديها 63 اتفاقية مع معاهد التعليم العالي ومراكز البحوث من العديد من البلدان في أوروبا وآسيا والولايات المتحدة وكندا. انضمت جامعة أوليه هونشار دنيبرو الوطنية إلى عمل برنامج تيمبوس في أوكرانيا. تم الفوز بالمشروع الأول لإصلاح الاقتصاد في عام 1993. منذ ذلك الحين فازت جامعة أوليه هونشار دنيبرو الوطنية بـ 14 مشروعًا (بما في ذلك ثلاثة مشاريع تيمبوس أخرى في عام 2009) لفترات تتراوح من 1 إلى 3 سنوات في قطاعات العلوم والتعليم مثل الاقتصاد والإدارة وإدارة الجامعات والمعلوماتية الاجتماعية والاقتصاد الدولي.
تحتوي المكتبة على 2600000 مجلد وغرف مكتبة كمبيوتر. منذ عام 2007، تشارك جامعة أوليه هونشار دنيبرو الوطنية في مشروع موندوس «نافذة التعاون الخارجي». تحتوي الخطة على فقرة حول تطوير العلاقات الوثيقة مع جامعات الاتحاد الأوروبي، وتعزيز برامج التبادل. يجب أن تعمل المشاركة على رفع مهارات معلمي جامعة أوليه هونشار دنيبرو الوطنية وتحسين أسلوب التدريس. يمكن أن يوفر المشروع إمكانية التقدم في تنفيذ معايير بولونيا، بما في ذلك آي سي تي سي وضمان الجودة.

## التاريخ
تأسست جامعة إيكاترينوسلافسكي (الآن جامعة أوليس هونشار دنيبرو الوطنية) خلال ولاية بافلو سكوروبادسكي الأوكرانية في عام 1918. في عام 1920 تم تحويل جامعة إيكاترينوسلافسكي إلى معهد إيكاترينوسلافسكي (لاحقًا في دنيبروبتروفسك)، والذي استمر حتى عام 1933. في عام 1933، تمت استعادة جامعة ولاية دنيبروبتروفسك، ولكن تزامن إحياء الجامعة مع تكثيف نظام ستالين الشمولي، مما أدى إلى اعتقالات جماعية في محيط جامعي، وخسائر لا تعوض في الأفراد. خلال الحرب العالمية الثانية، ذهب بعض أعضاء هيئة التدريس والطلاب للدفاع عن وطنهم من الغزاة النازيين. اقترب آخرون من يوم النصر، وعملوا في الإخلاء. في سبتمبر 2000، حصلت جامعة ولاية دنيبروبتروفسك على وضع مؤسسة وطنية. (تمت إعادة تسمية مدينة دنيبروبتروفسك باسم دنيبرو في مايو 2016 كجزء من قوانين اجتثاث الشيوعية التي سُنت قبل عام).

## الكلية والطاقم
رئيس جامعة جامعة أوليه هونشار دنيبرو الوطنية بولياكوف ميكولا فيكتوروفيتش، دكتوراه في العلوم الفيزيائية والرياضية، أستاذ، عضو أكاديمية العلوم في المعهد العالي الأوكراني للتعلم، ولد عام 1946، تخرج من كلية الرياضيات الميكانيكية بجامعة دنيبروبتروفسك الحكومية في عام 1971. عمل عميدًا للكلية الميكانيكية والرياضية منذ عام 1989، ومديرًا للعمل التربوي من عام 1996. وهو رئيس الجامعة منذ نوفمبر 1998. يكافأ بأوامر «من أجل الجدارة» من جميع الدرجات الثلاث. يوجد في جامعة جامعة أوليه هونشار دنيبرو الوطنية مدارس علمية في الرياضيات والميكانيكا والفيزياء الإشعاعية والإلكترونيات والصواريخ والحركية العصبية والتكنولوجيا الحيوية والكيمياء العضوية وتاريخ أوكرانيا والتأريخ وتاريخ أوكرانيا وعلم الآثار والألمانية والأدب واللغويات.

## الحرم الجامعي
يوجد بالجامعة 17 مبنى تعليمي ومختبر («المبنى الرئيسي» رقم 1، والذي يقع في دنيبرو، جاجارين، 72)، وسبعة مهاجع للطلاب على 3500 مقعدًا، ومرافق رياضية وترفيهية (قصر رياضي مع مسبح ومحطة مائية، الرماية، ملعب الهوكي، الملعب الخارجي، المستوصف، المعسكر الرياضي)، قصر الطلاب (مع قاعة تجميع بها 500 مقعد وقاعة صغيرة تتسع لـ 120 مقعدًا)، مكتبة بها حوالي 2000000 نسخة.

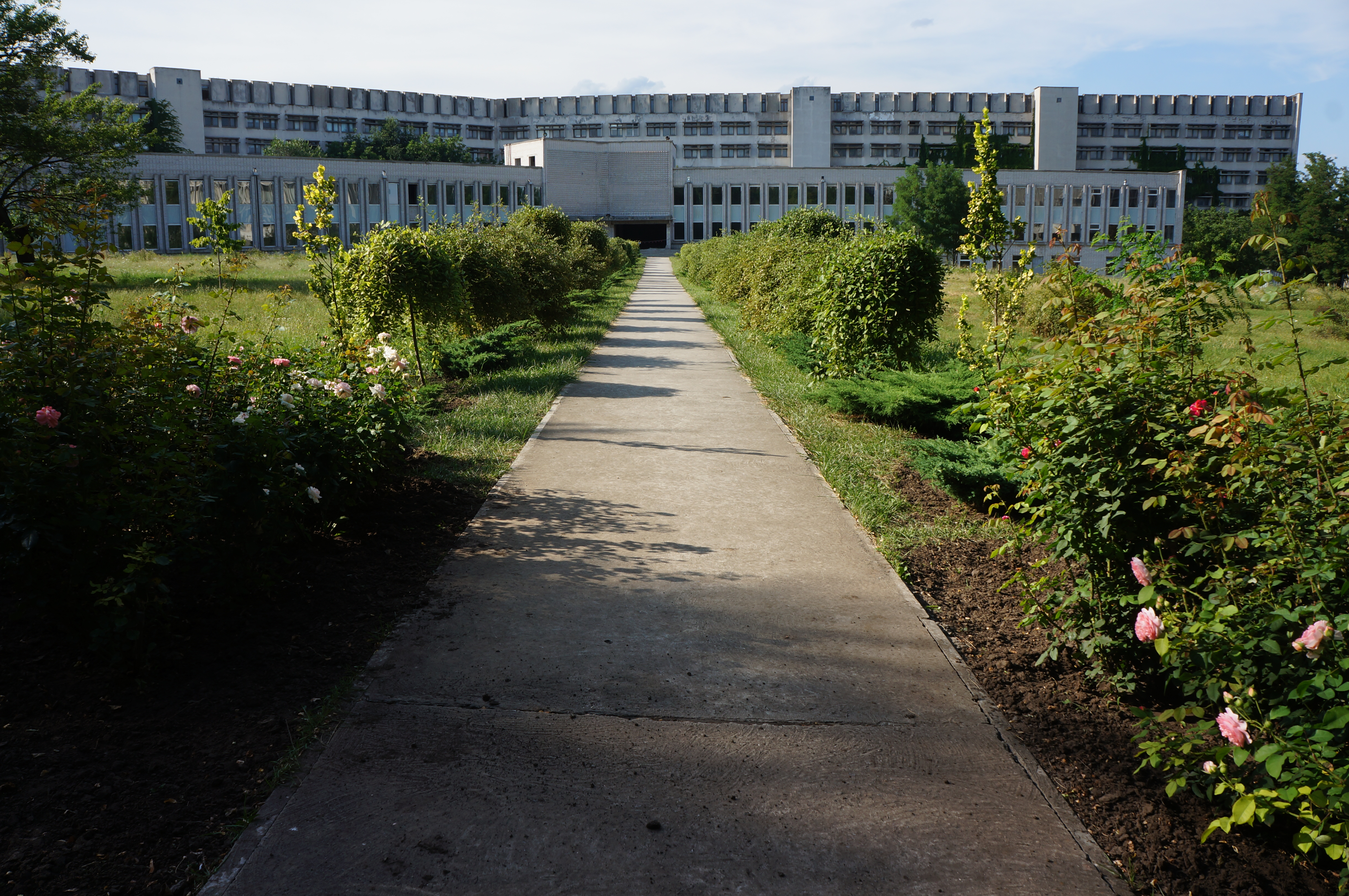
حرم جامعة دنيبرو الوطنية

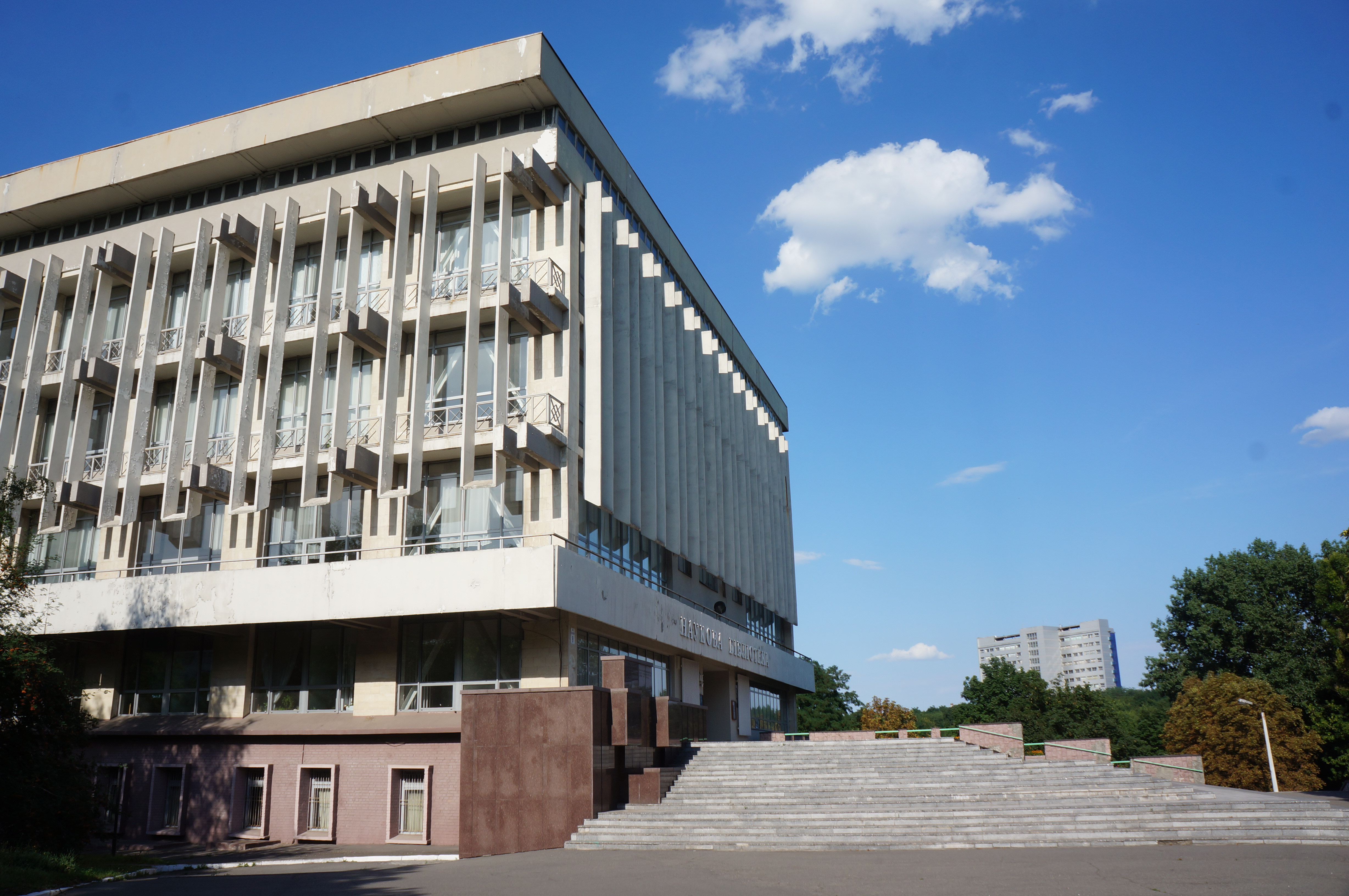
المكتبة العلمية لجامعة دنيبرو الوطنية، مع وجود مبنى الجامعة الرئيسي في الخلفية

## البنية
تضمُّ الجامعة أربع مؤسسات للتعليم العالي من المستويين الأول والثاني من الاعتماد، و 16 كلية، و 46 مختبرًا بحثيًا، وثلاثة معاهد بحثية (علم الأحياء، والجغرافيا، وهندسة الطاقة)، وكلية التعليم عن بعد والدوام الجزئي، وكلية التعليم المستمر، كلية التعليم بعد التخرج، كلية الإعداد لما قبل الجامعة، المركز الإقليمي للتعليم المستمر «برايدنيبوروف» بما في ذلك ثماني مدارس، مدرسة ثانوية واحدة وصالة للألعاب الرياضية.

## كليات الجامعة
- اللغويات
- العلوم الاجتماعية والعلاقات الدولية
- الصحافة
- أعمال عالمية
- أعمال
- تاريخ
- علم النفس
- قانون
- الفيزياء والإلكترونيات وعلوم الكمبيوتر
- كيمياء
- علم الأحياء والبيئة والطب
- الجيولوجيا والجغرافيا
- الرياضيات التطبيقية
- الميكانيكا والرياضيات
- الفيزياء والتكنولوجيا

## قائمة التخصصات
فقه

 المحاسبة والمراجعة

 العلاقات الاقتصادية الدولية

 إدارة النشاط الاقتصادي الأجنبي

 علاقات دولية

 المالية

 الخدمات المصرفية

 اقتصاد المؤسسة

 إدارة شؤون الموظفين واقتصاديات العمل

 الاقتصاد العالمي

 تسويق

 اللغة الروسية وآدابها

 الترجمة (اللغة الإنجليزية وآدابها)

 التشخيص المخبري

 اللغة والأدب (الإنجليزية)

 اللغة وآدابها (الألمانية)

 اللغة والأدب (الفرنسية)

 اللغة وآدابها (الصينية)

 اللغة والأدب (اليابانية)

 الترجمة (اللغة الألمانية وآدابها)

 الترجمة (اللغة الفرنسية وآدابها)

 الصحافة

 علم النفس

 اللغة الأوكرانية وآدابها

 علم التحكم الآلي الاقتصادية

 الخدمة الاجتماعية

 علم الاجتماع

 الحوسبة

 مادة الاحياء

 الكيمياء الحيوية

 علم الحيوان

 علم النبات

 علم الأحياء الدقيقة وعلم الفيروسات

 البيئة وحماية البيئة

 علم الآثار

 علم وظائف الأعضاء

 تصميم

 العلوم السياسية

 النشر والتحرير

 الاحصاءات الاقتصادية

 برمجة النظام الآلي

 النظم الفكرية لاتخاذ القرارات

 أنظمة الكمبيوتر والشبكات

 نظم وتقنيات التحكم في المعلومات

 تقنيات الغذاء

 جغرافية

 الفنون الجميلة والحرفية

 فلسفة

 الأجهزة والأنظمة والتقنيات الإلكترونية

 تاريخ

 علم العيوب

 الأتمتة والإدارة في الأنظمة التقنية

 جهاز اتصال الراديو والبث الإذاعي والتليفزيوني

 دراسات المحفوظات

 الفيزياء التطبيقية

 الأجهزة الإلكترونية الدقيقة وشبه الموصلة

 الأجهزة والأنظمة التقنية الحيوية والطبية

 فيزياء الجوامد

 الفيزياء الإشعاعية والإلكترونيات

 تقنيات ووسائل الاتصالات

 كيمياء

 التكنولوجيا الكيميائية للمركبات الجزيئية العالية

 الرياضيات التطبيقية

 الرياضيات

## الحياة الطلابية
مهمة مجلس الكلية حماية حقوق ومسؤوليات الطلاب وتحسين الحياة الطلابية. أنشأ مدرسو وعلماء الكلية مركزًا إقليميًا لتاريخ اللغة الأوكرانية وتطورها، حيث تعمل الجمعية العلمية للطلاب «فقه اللغة». تم إنشاء مجموعة سنوية من المطبوعات العلمية للطلاب «الشباب حريصون على فهم الكلمة». تم تأسيس نادي الطلاب الناطقين باللغة الفرنسية ومسرحهم على كرسي فقه اللغة الروماني في عام 1995. تدير كلية فقه اللغة الأوكرانية والأجنبية والنقد الفني طلاب السنة الأولى، ومسابقات أغاني المؤلف، وكرنفالات رأس السنة الجديدة «تختفي الأقنعة في منتصف الليل»، ومسابقات سي إف آي بين الكليات، ومسابقات «ملكة جمال أعضاء هيئة التدريس» وغيرها. ينظم مجلس الطلاب زيارات لبيوت الأطفال مع حفلات المهرجانات والهدايا خلال بعض السنوات.
أصبح الاجتماع مع المبدعين تقليديًا في الكلية: إيرينا روزدوبودكو، ولاريسا دينيسينكو، وليسيا ستيبوفيتشكا، والأخوة كابرانوف، وليوبكو ديريش، ويوري أندروشيفيتش، وسيرهي زادان وآخرين. قام طلاب الكلية بعمل «لا تكن غير مبال، اكتشف المزيد عن الإيدز». يشارك الطلاب في الحياة الثقافية للجامعة: استوديو السيرك الوطني «رايدويها»، فرق الرقص الوطنية «فيسيلكا»، استوديو المسرح «هرافتسكي». يتم تنظيم مجموعة من عازفي الجيتار في الكلية. الفرقة المسرحية هي «فيدلوينا» التي قدمت مسرحيات «روكسولونا» و «مارويزا شوراي» وغيرها. جوقة حجرة الشباب «يونست». نظم طلاب السنة الثانية في كرسي فقه اللغة الإنجليزية استوديو للرقص الحديث «حلويات»، كما نظم طلاب السنة الأولى عرض باليه «إحساس بالرقص».
يعمل بالكلية نادٍ من الشباب الموهوبين “كروكس”. يمكن لأي شخص أن يصبح عضوا فيها إذا كتب الشعر أو النثر. يقوم الطلاب بدور نشط في الحياة الرياضية بالجامعة. حصل طالب على جائزة منطقة دنيبروبتروفسك في ألعاب القوى في سباقات المضمار والميدان، وأصبح آخر بطلاً لأوكرانيا في كرة الماء. أصبح طلاب الكلية أعضاء في الفريق المشترك في كرة الريشة، والسباحة، وألعاب القوى في سباقات المضمار والميدان، ورياضات رفع الأثقال.

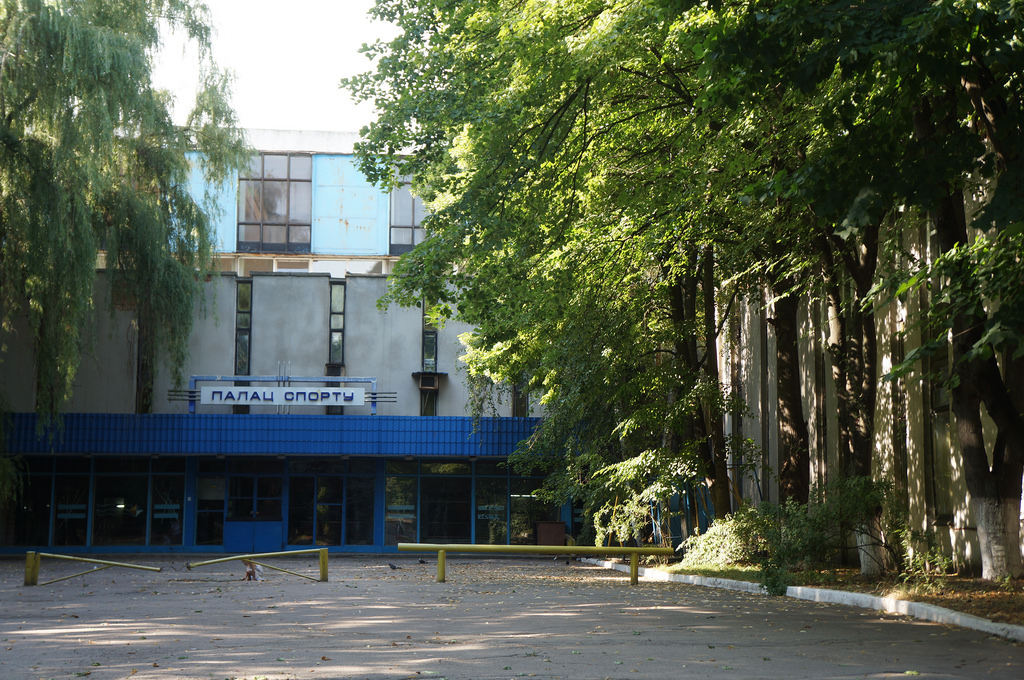
قصر الرياضة في الجامعة

## خريجون متميّزون
- أولس هونشار، كاتب أوكراني بارز، أكاديمية العلوم بأوكرانيا، جائزة لينين وجائزة الدولة لأوكرانيا. بطل العمل الاشتراكي
- ليونيد كوتشما - رئيس أوكرانيا (1994-2005)، جائزة لينين وجائزة الدولة لأوكرانيا
- يوليا تيموشينكو، رئيسة وزراء أوكرانيا السابقة (2005، 2007-2010)
- فولوديمير ليتفين، رئيس البرلمان الأوكراني (2002-2006)، أكاديمية العلوم في أوكرانيا، الحائز على جائزة الدولة لأوكرانيا
- بترو ترونكو، الرأس. معهد تاريخ أوكرانيا، الأكاديمية الوطنية للعلوم في أوكرانيا، الحائز على جائزة الدولة لأوكرانيا
- ميخايلو زغوروفسكي، رئيس الجامعة التقنية الوطنية في أوكرانيا ("KPI")
- فولوديمير هوربولين، عضو فخري في هيئة رئاسة الأكاديمية الوطنية للعلوم في أوكرانيا، الأكاديمية الوطنية للعلوم في أوكرانيا، دكتوراه في العلوم التقنية، أستاذ، خريج الجامعة
- الروائي بافلو زريبيلني
- الشاعر ليوبوف سيروتا

## الجوائز والسمعة
احتلت جامعة دنيبرو الوطنية المركز الثامن في تصنيف الجامعات المتكاملة في أوكرانيا. وفقًا لكومسومولسكايا برافدا، فإن أكثر التصنيفات الرسمية التي أشار إليها الخبراء والصحفيون هي التصنيفات الوطنية لليونسكو «أفضل 200 أوكرانيا» و«كومباس» والتصنيف الدولي «فيبو ميتريكس».

## اتصالات دولية
تتعاون الكلية مع مؤسسات التعليم العالي الأوكرانية والأجنبية مثل:
- جامعة كييف الوطنية،
- أكاديمية خاركيف الحكومية للتصميم،
- جامعة لوبلين، بولندا.

الطلاب لديهم فترات اختبار في مؤسسات التعليم العالي من:
- فرنسا (مدرسة ليسيوم موريس رافيل، مدينة نانت)،
- الصين،
- اليابان،
- السويد (الجامعة الشعبية)،
- الولايات المتحدة الأمريكية (جامعة مينيسوتا، مدينة مينيابوليس)، المجر (مدينة بودابست، المجر)،
- جامعة ريتشموند (ولاية فرجينيا، الولايات المتحدة الأمريكية).

يشارك كرسي اللسانيات العام والروسي في برنامج دولي لتوليد كتب مدرسية جديدة حول اللغة الروسية وآدابها لبلدان رابطة الدول المستقلة "بالتعاون مع هيئة التدريس اللغوية بجامعة سانت بطرسبرغ الحكومية؛ يتعاون الكرسي أيضًا مع رئيس اللسانيات العامة لأحد الفروع التابع لجامعة في بي آي، روسيا. قام محاضر من الكرسي بولوفينكو بتدريس اللغة الروسية كلغة أجنبية وفقًا لاتفاقية التعاون بين جامعة أوليه هونشار دنيبرو الوطنية وجامعة تشاندون في مدينة فيفان (CNR) في عام 2007. يعمل مدرس اللغة البولندية روتسافسكي لى كرسي بموجب اتفاقية حكومية دولية بين أوكرانيا وبولندا. الكرسي هو مركز معلمي اللغة الروسية وآدابها في الجمعية الأوكرانية (أوكرانيا)، وهي جزء من الرابطة الدولية لمعلمي اللغة والأدب الروسيين.
يقوم الكرسي بتدريب الطلاب الأجانب وطلاب الدراسات العليا على اللغة الروسية كلغة خاصة واللغة الروسية كلغة أجنبية ثانية، ويقوم بتدريب الطلاب العرقيين من مؤسسات التعليم العالي في تخصص اللغة والأدب (الروسية). يتعاون كرسي الترجمة والتدريب اللغوي للأجانب مع جامعة غدانسك (بولندا) وجامعة سوخوم (أبخازيا). كرسي فقه اللغة الروسي له علاقات مع مؤسسات التعليم العالي في فرنسا وروسيا: مع جامعة مدينة نانت، وجامعة موسكو الحكومية، وجامعة بيلغورود الحكومية. الطلاب يدرسون في جامعات في الخارج. يدرس المعلمون والطلاب في سي إن آر واليابان وتركيا. ترسل حكومة الصين أساتذة من مؤسسات التعليم العالي في سي إن آر كل عام وفقًا لاتفاقية الدولة لتعليم اللغة الصينية والتلاميذ اللغويين الخاصين في قسم فقه اللغة الصيني. test

## روابط خارجية
- http://www.dnu.dp.ua/ -الموقع الرسمي (متوفّر باللغات الأوكرانية، الروسية، الإنجليزية)